# System ligowy rugby union we Włoszech
System ligowy rugby union we Włoszech – organizowane przez Federazione Italiana Rugby rozgrywki mające na celu wyłonienie mistrza Włoch w rugby union.
Mężczyźni walczą o mistrzostwo kraju od sezonu 1928/29, kiedy to powstała Serie A. Najwięcej razy – osiemnaście – tytuł zdobywała drużyna Amatori Rugby Milano. Oficjalne mistrzostwa Włoch kobiet odbywają się natomiast od 1991 roku i w dwudziestu dotychczasowych edycjach szesnastokrotnie triumfował zespół Red Panthers.

## Mistrzostwa mężczyzn
Rozgrywki toczą się systemem ligowym w okresie jesień-wiosna. Trzy pierwsze klasy rozgrywkowe zarządzane są centralnie przez FIR, natomiast niższe ligi są w gestii regionalnych związków rugby.
Najwyższą klasą rozgrywkową we włoskim rugby union jest Campionato di Eccellenza, która w swej historii nosiła nazwy:
- 1928–1960 Serie A
- 1960–1965 Eccellenza
- 1965–1986 Serie A
- 1986–2001 Serie A1
- 2001–2010 Super 10
- 2010–      Eccellenza

Pierwsze rozgrywki o mistrzostwo kraju odbyły się w 1929 roku, jednak przypisywane są do sezonu 1928/29. Uczestniczyło w nich sześć z szesnastu istniejących wówczas we Włoszech klubów. W roku 1933 nastąpiły pierwsze próby stworzenia drugiej ligi w celu wprowadzenia systemu awansów i spadków, który ostatecznie ustabilizował się w połowie lat pięćdziesiątych. W 1961 roku, po pięciu latach walki o mistrzostwo kraju prowadzonej w kilku grupach, powrócono do rozgrywek systemem jednogrupowym, który utrzymał się przez kolejnych dwadzieścia lat. W latach 1981–86 szesnaście klubów rywalizowało o scudetto w dwóch lub czterech grupach, jednak w sezonie 1986/87 nastąpiła kolejna reorganizacja systemu ligowego: Serie A została odchudzona do dwunastu drużyn zmieniając nazwę na Serie A1, pozostałe wraz z zespołami awansującymi z Serie B zagrały w nowo utworzonej Serie A2. W sezonie następnym natomiast wprowadzono system play-off po zakończeniu fazy grupowej. Walczyły w nim najlepsze drużyny A1, do których mógł dołączyć zwycięzca Serie A2 triumfując w barażach. Od 1995 roku najlepsze zespoły ligi występowały też w europejskich pucharach – dwa w Pucharze Heinekena i cztery w Europejskim Pucharze Challenge.
Sezon 2000/01 przyniósł wprowadzenie tzw. „bonusowego systemu punktacji”, wypracowanego na południowej półkuli, a już rok później nastąpiła poważna restrukturyzacja rozgrywek ligowych. Dziesięć najlepszych drużyn poprzedniego sezonu utworzyło Super 10, zarządzane przez nowo powołaną Lega Italiana Rugby d'Eccellenza. Serie A1/A2 oraz Serie B stały się tym samym drugą i trzecią klasą rozgrywkową. W związku z przejściem dwóch drużyn (Benetton Treviso oraz Aironi Rugby utworzonego na bazie MPS Viadana) do rozgrywek Ligi Celtyckiej w sezonie 2010/11 drużyny te otrzymały prawo do obu włoskich miejsc w Pucharze Heinekena. Pieczę nad rozgrywkami ligowymi, w najwyższej klasie nazwanymi Campionato di Eccellenza, ponownie przejął FIR, pozostawiając po debatach obowiązujący do tego czasu system.

### System awansów i spadków
| Liga                                       | Awanse | Spadki |
| ------------------------------------------ | --- | --- |
| Eccellenza dziesięć zespołów               | Zwycięzca play-off: Mistrzostwo Włoch Pierwsze cztery miejsca: uczestnictwo w Europejskim Pucharze Challenge                  | Ostatnie miejsce: spadek do Serie A1                                                                                           |
| Serie A1 dwanaście zespołów                | Pierwsze trzy miejsca: udział w play-off o awans do Eccellenza                                                                | Miejsca 11 i 12: spadek przynajmniej do Serie A2 – udział w fazie play-out (dwie drużyny spadają do Serie B, dwie do Serie A2) |
| Serie A2 dwanaście zespołów                | Pierwsze miejsce: awans przynajmniej do Serie A1 – udział w play-off o awans do Eccellenza Drugie miejsce: awans do Serie A1  | Miejsca 11 i 12: spadek do Serie B Miejsca 9 i 10: udział w fazie play-out                                                     |
| Serie B cztery grupy po dwanaście zespołów | Cztery drużyny: zwycięzcy play-off – awans do Serie A2 (zastępując dwie ostatnie drużyny tej ligi oraz dwie kolejne z baraży) | Miejsca 11 i 12 z każdej grupy: osiem zespołów degradowanych do Serie C                                                        |
| Serie C                                    | Rozgrywki w grupach regionalnych: osiem zespołów awansuje do Serie B                                                          | – |

### Triumfatorzy
| Sezon   | Zwycięzca         |
| ------- | ----------------- |
| 1928/29 | Ambrosiana Milano |
| 1929/30 | Amatori Milano    |
| 1930/31 | Amatori Milano    |
| 1931/32 | Amatori Milano    |
| 1932/33 | Amatori Milano    |
| 1933/34 | Amatori Milano    |
| 1934/35 | Rugby Roma        |
| 1935/36 | Amatori Milano    |
| 1936/37 | Rugby Roma        |
| 1937/38 | Amatori Milano    |
| 1938/39 | Amatori Milano    |
| 1939/40 | Amatori Milano    |
| 1940/41 | Amatori Milano    |
| 1941/42 | Amatori Milano    |
| 1942/43 | Amatori Milano    |
| 1943/44 | nie odbyły się    |
| 1944/45 | nie odbyły się    |
| 1945/46 | Amatori Milano    |
| 1946/47 | Ginnastica Torino |
| 1947/48 | Rugby Roma        |
| 1948/49 | Rugby Roma        |
| 1949/50 | Parma             |

| Sezon   | Zwycięzca     |
| ------- | ------------- |
| 1950/51 | Rovigo        |
| 1951/52 | Rovigo        |
| 1952/53 | Rovigo        |
| 1953/54 | Rovigo        |
| 1954/55 | Parma         |
| 1955/56 | Faema Treviso |
| 1956/57 | Parma         |
| 1957/58 | Fiamme Oro    |
| 1958/59 | Fiamme Oro    |
| 1959/60 | Fiamme Oro    |
| 1960/61 | Fiamme Oro    |
| 1961/62 | Rovigo        |
| 1962/63 | Rovigo        |
| 1963/64 | Rovigo        |
| 1964/65 | Partenope     |
| 1965/66 | Partenope     |
| 1966/67 | L’Aquila      |
| 1967/68 | Fiamme Oro    |
| 1968/69 | L’Aquila      |
| 1969/70 | Petrarca      |
| 1970/71 | Petrarca      |
| 1971/72 | Petrarca      |

| Sezon   | Zwycięzca             |
| ------- | --------------------- |
| 1972/73 | Petrarca              |
| 1973/74 | Petrarca              |
| 1974/75 | Concordia Brescia     |
| 1975/76 | Sanson Rovigo         |
| 1976/77 | Petrarca              |
| 1977/78 | Metalcrom Treviso     |
| 1978/79 | Sanson Rovigo         |
| 1979/80 | Petrarca              |
| 1980/81 | Mael L’Aquila         |
| 1981/82 | Scavolini L’Aquila    |
| 1982/83 | Benetton Treviso      |
| 1983/84 | Petrarca              |
| 1984/85 | Petrarca              |
| 1985/86 | Petrarca              |
| 1986/87 | Petrarca              |
| 1987/88 | Colli Euganei Rovigo  |
| 1988/89 | Benetton Treviso      |
| 1989/90 | Cagnoni Rovigo        |
| 1990/91 | Amatori Milano        |
| 1991/92 | Benetton Treviso      |
| 1992/93 | Charro Amatori Milano |
| 1993/94 | L’Aquila              |

| Sezon   | Zwycięzca        |
| ------- | ---------------- |
| 1994/95 | Amatori Milano   |
| 1995/96 | Amatori Milano   |
| 1996/97 | Benetton Treviso |
| 1997/98 | Benetton Treviso |
| 1998/99 | Benetton Treviso |
| 1999/00 | RDS Rugby Roma   |
| 2000/01 | Benetton Treviso |
| 2001/02 | Arix Viadana     |
| 2002/03 | Benetton Treviso |
| 2003/04 | Benetton Treviso |
| 2004/05 | Ghial Calvisano  |
| 2005/06 | Benetton Treviso |
| 2006/07 | Benetton Treviso |
| 2007/08 | Cammi Calvisano  |
| 2008/09 | Benetton Treviso |
| 2009/10 | Benetton Treviso |
| 2010/11 | Petrarca         |
| 2011/12 | Cammi Calvisano  |
| 2012/13 | Mogliano         |
| 2013/14 | Cammi Calvisano  |
| 2014/15 |                  |

## Mistrzostwa kobiet
Pod koniec lat siedemdziesiątych XX wieku zaczęły powstawać pierwsze kobiece sekcje w klubach rugby, w szczególności w okolicach Treviso, Mediolanu, Rzymu i Benewentu. Pierwsze żeńskie rozgrywki ligowe odbyły się w sezonie 1984/85 pod egidą UISP. W 1991 roku organizację rozgrywek przejęła Włoska Federacja Rugby i dopiero od sezonu 1991/92 uznaje przyznawane tytuły mistrzowskie. Wśród żeńskich drużyn dominuje zespół Red Panthers, który prócz szesnastu z dwudziestu edycji mistrzostw Włoch, wygrał również wszystkie siedem sezonów rozgrywek organizowanych przez UISP.
Walka o mistrzostwo Włoch odbywa się w ramach Serie A femminile, jedynej klasy rozgrywkowej we włoskim kobiecym rugby union. Drużyny podzielone są na dwie grupy, pomiędzy którymi istnieje system awansów i spadków. Kluby z obydwu grup walczą o scudetto, bowiem do fazy play-off awansują trzy zespoły grupy A oraz zwycięzca barażu pomiędzy zwycięzcą grupy B i drużyną z czwartego miejsca grupy A. Tytuł mistrza kraju zdobywa zwycięzca finału, w którym mierzą się zespoły, które zwyciężyły w półfinałach rozgrywanych w formie dwumeczu.
Do sezonu 2008/09 rozgrywki ligowe były rozgrywane systemem kołowym, a cztery najlepsze drużyny awansowały do fazy play-off.
| Sezon   | Zwycięzca    |
| ------- | ------------ |
| 1991/92 | Red Panthers |
| 1992/93 | Red Panthers |
| 1993/94 | Red Panthers |
| 1994/95 | Red Panthers |
| 1995/96 | Red Panthers |
| 1996/97 | Red Panthers |
| 1997/98 | Red Panthers |
| 1998/99 | Red Panthers |

| Sezon   | Zwycięzca          |
| ------- | ------------------ |
| 1999/00 | Red Panthers       |
| 2000/01 | Red Panthers       |
| 2001/02 | Red Panthers       |
| 2002/03 | Red Panthers       |
| 2003/04 | Riviera del Brenta |
| 2004/05 | Riviera del Brenta |
| 2005/06 | Red Panthers       |
| 2006/07 | Riviera del Brenta |

| Sezon   | Zwycięzca          |
| ------- | ------------------ |
| 2007/08 | Red Panthers       |
| 2008/09 | Red Panthers       |
| 2009/10 | Riviera del Brenta |
| 2010/11 | Red Panthers       |
| 2011/12 | Riviera del Brenta |
| 2012/13 | Riviera del Brenta |
| 2013/14 | ASD Rugby Monza    |
| 2014/15 |                    |